# Percy Illingworth
Percy Holden Illingworth (19 mars 1869 - 3 janvier 1915) est un homme politique libéral britannique. Il est secrétaire parlementaire du Trésor sous HH Asquith entre 1912 et 1915. 

## Jeunesse et éducation
Il est le troisième et plus jeune fils d'Henry Illingworth, de Bradford, membre d'une ancienne famille du Yorkshire, et de son épouse Mary, fille de Sir Isaac Holden, 1er baronnet. Albert Illingworth (1er baron Illingworth), est son frère aîné . Il fait ses études au Jesus College de Cambridge, où il joue au rugby pour l'université, remportant deux «Bleus» sportifs dans les Varsity Matches de 1889 et 1890. Il est admis au barreau à Inner Temple en 1894. Il participe à la seconde guerre des Boers. 

## Carrière politique
En 1906, il est élu député pour Shipley et est Secrétaire parlementaire privé du Secrétaire en chef pour l'Irlande (James Bryce et Augustine Birrell respectivement) de 1906 à 1910 . De février 1910 à avril 1912, il est un Lords du Trésor junior sous Herbert Henry Asquith. En 1912, Asquith le nomme secrétaire parlementaire du Trésor poste qu'il occupe jusqu'à sa mort subite au début de 1915. Il avait été nommé au Conseil privé, mais il est décédé avant de pouvoir prêter serment . 

## Famille
Il épouse Mary Mackenzie Coats (née en 1883), fille de George Coats, de Staneley, Renfrewshire, le 16 janvier 1907, à Paisley. Ils ont trois fils. Il meurt subitement en janvier 1915  de fièvre typhoïde . 